# 흑인
흑인(黑人)은 보편적 인종 분류의 하나로, 주로 사하라 이남 아프리카인을 조상으로 갖는 피부색이 검은 인종을 통틀어 일컫는 말로 쓰인다. 이러한 개념은 니그로이드라는 분류와 일치하기도 한다. 이들은 역사적으로 대부분 사하라 이남 아프리카에 거주하였으나, 근대의 노예 무역 및 국제 이주의 활성화로 아메리카 대륙을 비롯한 다른 지역으로도 퍼지게 되었다.

## 미국
미국은 1861년까지 흑인에 대한 노예 제도가 실시되었다. 흑인들은 제1차 세계 대전 이후, 권리가 향상되었지만 지금도 일부 백인들로부터 차별을 받고 있다. 학자들은 미국의 사회문화를 결정하는 주요 요인의 하나로 인종 문제를 꼽는데 주저하지 않는다. 산업화와 함께 선진 산업국에서 공통적으로 나타나는 사회문제의 경우, 미국은 유럽 국가들과는 달리 모든 것이 인종 문제와 밀접하게 얽혀 있어 문제의 해결을 복잡하게 만든다. 현대 미국 사회에서 인종 문제는 과거 노예제 못지 않게 중요하다. 그러나 과거 백인이 주도하던 인종과 관련된 아이디어는 20세기 후반 들어 흑인을 비롯한 소수자들의 거센 저항에 직면했다. 그들은 더 이상 자신이 열등한 존재라는 주장을 당연한 사실로 받아들이지 않고 정치, 경제적으로는 물론 문화적으로도 백인의 헤게모니에 저항하게 되었다.

### 노예 경제의 전개
미국 역사에서 흑인은 백인과 함께 북미 대륙에 상륙했으나, 건국 초기부터 1862년에 에이브러햄 링컨 대통령이 노예 제도를 법적으로 종식시킬 때까지 흑인 노예는 미국 사회를 왜곡시키는 가장 심각한 문제로 인식되었다. 남부에서 플랜테이션 농업은 흑인 노예를 매우 경제적 가치가 높은 자원으로 만들었으며, 노예제가 공식적으로 종식된 이후에도 흑인을 종속 상태에 두고 백인의 기득권에 접근하지 못하도록 하는 체계적인 차별이 지속되었다.
남부에 정착한 영국인은 북부의 청교도와는 달리 큰돈을 벌고자 하는 욕구에서 북미 대륙에 건너왔다. 이들은 황금을 찾아 남미에 건너온 스페인인과는 달리 농업 생산에 적합한 넓은 땅을 발견하고 이를 이용해 큰 돈을 벌려고 하였다. 남부에는 온화한 기후와 충분한 용수와 비옥한 토지가 잘 결합되어 있으므로 이들은 상품 작물을 대규모로 재배하여 유럽에 수출해서 귀족과 같은 생활을 누리고자 했다. 그러나 북미 대륙에는 구 대륙의 농노나 농업 노동자와 같이 무임금 노동력을 공급할 기존의 하층 집단이 존재하지 않았으므로 농장에서 일할 노동자를 어떻게 조달하는가 하는 것이 문제였다.
결국 노동자 수급은 흑인 노예를 수입해 농사에 투입하는 것으로 귀결되었다. 흑인들은 인디언들에 비해 순종적으로 힘든 일을 했다. 이들은 아프리카의 중부·서해안 지역에서 포획되어 아메리카 대륙으로 건너오는 과정에서 엄청난 고통을 당하고 오랜 감금 생활을 거치면서 사기가 꺾이게 되었다. 또한 고향에서 멀리 떨어져 기존에 익숙하던 환경에서 뿌리째 뽑히는 경험을 육체적·심리적으로 거치면서 현실에 체념하고 순응하는 태도가 형성되었다.
아프리카에서 왔다고는 하지만 서로 지연이나 핏줄의 연대가 없으며 언어도 통하지 않았으므로 이들의 집단적인 반항을 덜 우려해도 되었다. 이들은 노예이므로 임금을 주거나 계약 종료로 새 사람을 구할 걱정도 없었다. 남부 백인 사회에서 노예는 재산의 일부로 취급되어 매매는 물론 재산 상속의 중요한 항목으로 토지, 집, 가축과 함께 기록되었다. 요컨대 노예제도와 흑인에 대한 열등한 이미지는 서로를 정당화 시켰다. 흑인은 노예이기 때문에 인간의 존엄성을 상실하고 열등한 방식으로 생활했으며, 그들이 열등하게 생활했기 때문에 노예 지배자의 비인도적인 대우에 정당성을 제공했다.
이런 생각들 때문에 심지어 지배층이 초기에는 유일하게 노예 제도를 금지하고 피지배층을 위해 헌신하는 이상적인 정부를 구성한 조지아에서도 흑인은 태생적으로 노예와 같다고 하여 금지되었다. 평범한 백인들이 지배하는 다른 주들에서는 백인 피지배층이 조폭이나 노예상 비슷한 직업을 갖고 원주민들을 습격하여 노예로 만들거나 자기들끼리도 결국 노예로 삼아서 노동, 성적 착취 따위를 하기도 했는데 조지아에서는 흑인들이 노예 기질이 있어서 그런 것들을 선천적으로 좋아한다고 생각하여 이상적인 사회를 위해서 흑인들을 추방했다. 그러나 조지아 지배층의 경고와 노력에도 불구하고 조지아의 백인 피지배층 역시 노동과 성적 착취를 위한 노예를 원하였으며 마침내 노예 제도가 인정되고 말았다. 그러자 결국 조지아에서도 다른 비슷한 주들과 마찬가지로 조폭이나 노예상들 또한 지배적인 지위를 차지하였고 그들 밑에서 조폭이나 노동자로 일하는 흑인 노예들은 5~10% 정도를 제외한 조지아 백인들의 삶도 파괴하였다.

### 왕으로 군림하는 면화
남부의 평야 지역에는 대농장에서 노예를 이용해 대규모로 면화를 재배하는 농업이 지배했다. 남부의 면화는 유럽과 산업화가 진행되던 북부지역에서 대량으로 필요로 했다. 면화 산업은 고정적인 수요가 풍부하고 수익이 많이 나므로 남부의 유일한 산업으로 오랫동안 독보적인 지위를 누렸다. 남부의 대지주들은 면화의 힘을 믿고 북부에 반기를 들어 자기네들만의 나라를 만들려고 했으나 실패했다. 그러나 남북 전쟁에 패한 이후에도 남부의 면화 산업 의존도는 여전했다.
북부의 산업화에 남부의 면화가 절실히 필요했으므로, 북부군의 지휘 아래 1862년 에이브러햄 링컨 미 대통령의 선포로 노예제의 폐지가 이루어진 후에도 소작제(share-cropper)가 도입되어 유사한 강제 노역이 여전히 시행되었다. 남북 전쟁 후 북군은 남부의 해방 노예들이 과거 자신이 일하던 농장을 벗어나는 것을 억제하는 법을 만들었다. 북부 지방의 상공인들에게 면화는 필수적이었고, 남부 백인들을 망하게 하면 그들의 장사 기반도 망하는 것이었므로, 남부 경제의 기반인 면화 생산과 흑인 노예 제도를 없애는 것은 그들이 원하는 바가 아니었다. 즉 흑인은 법적으로는 자유인이 되었지만 사실상 자신이 과거에 노예로 일하던 농장을 떠나는 것이 금지된 상황이었다. 다만 이들은 법적으로는 자유인이었으므로 이들을 억압적 지위에 계속 붙들어 매 두는 것은 쉬운 일이 아니었고, 그들을 소작신분으로 면화 생산에 묶어 놓으려는 백인 사회의 끈질긴 노력은 20세기 초반까지 계속되었다.

### 면화 생산 체계의 붕괴
흑인을 구속하고 있던 면화 생산 체제는 20세기에 들어와 급격히 균열하기 시작했다. 20세기 초반에 그 때까지 면화에 전적으로 의존하던 남부의 경제·사회구조가 면화 재배 기술의 발달, 화학 비료의 보급, 기계화로 생산성이 크게 오르자 인력의 수요가 감소하면서 과거와 같이 흑인의 강제 노동에 의존해 생산할 필요성이 줄어든 것이다. 이에 흑인은 비로소 새로운 사회적 역할에 뛰어들도록 허락되었으며, 이와 함께 흑인의 사회적 지위에 변화의 조짐이 나타나기 시작했다.
다만 산업화가 한창이던 당시 저임금 노동력을 구하기 위해 유럽 전역에 이민 중개업자가 활개를 쳤으며, 그 결과 엄청난 숫자의 이민자들이 동부와 중서부의 산업 도시로 몰려들었음에도, 남부에서 북부 산업도시로 유입된 흑인 인구는 거의 없었다. 실제로 남부에서 북부로 옮겨간 흑인 이주자들은 직장을 구하지 못했다거나, 혹은 노예의 신분이었던 흑인은 곧 주위 백인 노동자들에게 박해를 받아 남부로 돌아가야 했다.

### 전근대의 인종 차별
전근대 시절에도 유럽의 백인들이 흑인들을 인종차별하였으나 흑인차별이 가장 극심했던 사람들은 중동의 이슬람인들로 이슬람인들은 흑인 노예 무역의 본래 기득권이었으며 심지어 이슬람으로 개종한 흑인들조차도 비인간적인 대우를 받는 노예로 삼았다. 이슬람을 전파한 아랍어에서 흑인은 노예(Abeed)로 불리며 이븐 할둔의 경우 흑인을 짐승과 아주 비슷한 특성을 지닌 노예 종족으로 기록하였다. 중동에서 흑인들은 그들과 인종이 다른 노예들인 맘루크와도 다른 취급을 받았다. 이슬람인들은 흑인들이 통제할 수 없는 성욕을 지녔다고 생각했고 그래서 일반적으로 흑인들은 거세를 당했다. 심지어 흑인 여성에게서 운이 좋게 태어난 자녀들의 대부분은 출생하자마자 살해되었기에 유럽과 아메리카로 끌려간 흑인 노예들의 후손이 시민으로 살아가고 있는 반면, 중동으로 배달된 흑인들의 후손은 거의 존재하지 않는 수준이다.
중동의 노예 무역은 주로 홍해와 사하라, 인도양에서 이루어졌으며 파티마 칼리파국 같은 이슬람 국가들은 전의 지배층과 달리 흑인들을 배신하고 수만 명의 흑인 군대를 학살하기도 했다. 이러한 학살과 배신 때문에 이슬람 제국들의 전성기 때는 많으면 20~30만 명에 달하던 흑인 노예 군대는 중동에서 완전히 사라지게 된다. 이슬람인들 밑에서 흑인들은 결혼하고 가족을 가질 수 있는 권리를 심하게 탄압받았고 후손조차 남기기 어려웠다. 중동에서 대부분 흑인들은 끔찍한 최후를 맞이하였으나 운이 좋은 흑인들은 이슬람인들에 의하여 인도나 심지어 중국으로도 팔릴 수 있었다.

### 근대의 인종 차별
미국 사회에서 흑인에 대한 인종주의는 기본적으로 노예 노동의 역사에 뿌리를 내리고 있다. 흑인의 노예 노동은 남부의 면화 생산이라는 경제적인 필요에 의해 유지되고 있었다. 인권 평등을 규정한 헌법 조항이 엄연히 있음에도 1875년 대법원의 드레드 스콧 사건에 대한 판결에서는 흑인을 미국 시민이 아니라고 명시하며 이들의 종속적 지위를 정당화했다.
19세기 말에는 흑인규범(Black Codes)이나 짐크로 법 같이 흑인과 백인 간의 접촉을 차단하고 그들에게 열등한 처우를 강요하는 사회적 규범이 폭넓게 시행되었다. 백인들에게 이러한 억압적 규정에 저항하는 흑인을 공권력은 동원하여 처벌하는 것은 물론, 사적으로 벌을 주는 린치(lynching)방식으로 규제를 가해, 흑인이 자유인으로 살 수 있는 기회를 사실상 차단했다.
흑인에 대한 부정적인 이미지를 가장 극단적으로 표현한 예술 장으로 19세기 후반에 민스트럴 쇼(흑인 분장악극)라 불리는 희가극이 전국적으로 크게 유행했다. 이 악극에서는 정상적인 사회생활에서는 허용될 수 없는 외설적이거나 비속한 내용, 사회 관습에 대한 조롱 자유로운 감정의 분출이 용인되었고, 백인은 흑인의 부정적인 이미지를 이용해 자신의 결함적인 현실이나 불만을 배설했다. 이것은 흑인에 대한 인종주의의 정당성을 다시금 확인하는 것이었고, 다른 한편으로는 자신들이 만든 인종주의라는 불합리한 체제에 대한 풍자를 통해 마음이 가벼워지는 감정적인 승화를 경험하는 하나의 수단이기도 했었다고 분석된다.

### 현대
현재의 흑인 문제에는 오랜 인종주의적 차별 결과 누적된 빈곤이 만들어낸 구조적인 요인과, 여전히 상당 부분 존재하는 인종주의적 차별이 복합적으로 작용하고 있다. 인종주의가 공식적으로 금지된 이후 이것이 사적인 영역에서 은밀한 방식으로 전개 되면서 인종주의를 개선하기 위한 노력은 더욱 어려워졌다. 1960년대 왕성했던 인종 차별을 해소하기 위한 공적인 노력은 추진력을 잃고 퇴보하고 있는 듯하다. 그 결과 인종주의의 가장 큰 희생자인 흑인의 지위는 지난 수십 년간 정체 상태를 보이며, 새로운 이민자에게 항상 '윗자리'를 내주어야만 하는 상황을 계속 연출하고 있는 것이다. 그러나 사실 흑인들도 다른 인종들을 차별하기도 하며 흑인을 포함한 미국의 민중들은 일본인을 제외한 동북아인들이나 멕시칸인, 중동인들을 인간 미만으로 생각하고 있다. 이유는 별것 없고 소프트파워의 영향이나 그냥인 것으로 보인다. 실제로 아이큐 등은 별로 고려되지 않았으며 '인간'인 사람들은 비인간적인 사람들이 자신들과 같은 인간다운 감정이 없으며 인간이 아닌 기계, 로봇과 같다고 생각했다. 따라서 비인간을 대상으로 한 잔인한 짓거리와 고문에도 찬성하는 경향이 있었다. 아시아인이 흑인을 공격할 확률보다 흑인이 아시아인을 공격할 확률이 280배나 더 높으며 백인에 대해서는 약 50% 정도이다.

### 정계 진출
2008년 버락 오바마가 미국 대통령에 당선됨으로 인해 미국 역사상 최초로 흑인이 대통령에 당선되었다. 오바마는 2012년 재선에도 성공했는데 이는 오사마 빈 라덴을 사냥하는 데에 성공한 군공의 영향이 컸다. 그리고 오바마는 2016년에 만기 퇴임했다.
2021년 새로 대통령에 당선된 조 바이든은 로이드 오스틴을 국방부 장관에 임명함으로서 '흑인에게도 기회를 주자'는 취지를 밝혔다. 이는 미국 역사상 최초의 흑인 국방부 장관이다.

## 브라질
브라질 역시 흑인들이 많으며 주로 축구선수로 활약한다. 펠레, 호나우두 등 걸출한 스타플레이어들이 흑인이다.

## 대한민국
임진왜란 당시 포르투갈 상인들이 조선 선조를 알현했는데, 이 때 모잠비크 출신 흑인 노예들을 데리고 있었다. 이에 선조 임금이 신기해하자 포르투갈 상인들이 이 흑인들을 선조 임금에게 바쳤다. 선조 임금은 이 흑인들을 이순신에게 하사하여 조선 수군으로 복무하게 했는데 사람들은 이 흑인들을 "해귀'라 불렀으며 흑인들은 바다 밑으로 잠수해서 왜군의 안택선 바닥에 구멍을 뚫는 임무를 수행했다. 임진왜란이 끝난 이후에도 조선에 남은 흑인들은 벼슬을 받고 병졸들을 훈련시키는 교관의 임무를 수행했다.

## 아프리카
본래 흑인은 사하라 이남의 아프리카 지역의 원주민을 가리키는 말로, 현재도 해당 지역의 인구는 주로 이들로 구성되어 있다.
그러나 현재까지도 아프리카는 빈곤이나 전쟁, 독재 등의 문제로 인해 제대로 개발되지 않아, 인프라 및 위생의 부재 속에 많은 흑인 인구가 에이즈 창궐과 같은 중대한 문제를 겪고 있다. 흑인들 역시 흑인 차별을 하고 있으며 르완다 학살 당시 학살당하던 투치족은 바퀴벌레 취급을 당하기도 했다. 키가 작고 약한 피그미족은 짐승처럼 사냥감 취급을 당하기도 한 역사를 가지고 있다.

### 남아프리카 공화국
1991년까지 남아프리카 공화국 정부는 아파르트헤이트를 내세워 백인을 옹호하였고 흑인을 차별하였다. 1970년대에 가장 심했는데, 흑인 증명서를 가지고 있지 않은 흑인에게는 재판 없이 강제로 농장의 노예가 되는 현상도 있었다. 1991년 아파르트헤이트는 폐지되었고, 흑인 인권은 빠르게 신장되었다.

## 같이 보기
- 인종
- 백인
- 황인
- 물라토
- 아프리카인

## 참고 문헌
- 새뮤얼 헌팅턴의 미국/새뮤얼 헌팅턴/김영사
- Made in USA / Guy Sorman / 문학 세계사
- 미국문화의 기초/ 이현송 / 한울아카데미